# Henry Fong
Henry Fong est un DJ et producteur musical américain, né à Jupiter, en Floride, et résidant à Los Angeles, en Californie.
Il se fait révéler en 2012 avec la sortie de Drop (avec KillaGraham) et OHM, mais il lui faudra attendre près d'un an pour qu'un single entre dans le top 100 établi par Beatport.
Ses productions les plus connues sont Encore, Jump!, Scream et Slapjack, toutes quatre présentes dans les dix premiers du classement.

## Discographie

### Singles
- 2012 : Drop (avec KillaGraham) [Big Fish Recordings]
- 2012 : OHM [Manufactured Music]
- 2012 : Discovery [Ego Lab Music]
- 2013 : Get Down (avec Landis) [Revealed Recordings]
- 2013 : Revival (avec Toby Green) [Megaton Records]
- 2013 : Jump! (avec Pablo Oliveros et Mike Hawkins) [Hysteria Recs]
- 2013 : Hot Steppa (avec Mike Hawkins, Toby Green) [Spinnin Records]
- 2013 : Encore (avec MAKJ) [Hysteria Recs]
- 2014 : Stand Up [OWSLA]
- 2014 : Blackmail (avec DallasK) [Ultra]
- 2014 : Slapjack (avec Reece Low) [DOORN (Spinnin)]
- 2014 : Scream (avec J-Trick) [Musical Freedom]
- 2014 : Love Like This (avec Tommy Trash) [Revealed Recordings]
- 2015 : Ass Up (avec SCNDL)
- 2015 : Le Disco [Banzai Recs]
- 2015 : Bust Dem (avec D.O.D.) [Spinnin Records]
- 2015 : Wine Dem [Banzai Recs]
- 2015 : Velocity (avec Futuristic Polar Bears) [Revealed Recordings]
- 2015 : Bad Bitches (avec Joel Fletcher) [Panda Funk Records]
- 2016 : F.E.A.R. (avec Halfway House) [Fly Eye Records]
- 2016 : Bring The Riot (avec Milo & Otis, feat. Doctor) [Banzai Recs]
- 2016 : Turn It Up (feat. Mr. V) [Musical Freedom]
- 2016 : Drop It Down Low (feat. Richie Loop) [Dim Mak]
- 2017 : Young Hearts (feat. Stylo G & Nyla) [Dim Mak]
- 2017 : Bubblin Anthem [Spinnin Records]
- 2018 : Pop It Off (avec Vlien Boy, feat. Lisa Mercedez) [Dim Mak]
- 2018 : Vibrate (avec Rawtek et IamStylezMusic) [Barong Family]
- 2018 : Pom Pom (avec Lady Bee, feat. Richie Loop) [Dim Mak]
- 2018 : Agonia (avec Galantis) [Big Beat Records]
- 2018 : Battery (avec Bad Royale) [Revealed Recordings]
- 2019 : Rave Tool [Skink]
- 2019 : Jump Up [Dim Mak]

### Remixes
- 2012 : Polina, Archie - Here And Now (Henry Fong Remix) [HJ-Ent]
- 2013 : Clockwork, Felix Cartal, Madame Buttons - The Fire (Henry Fong Remix) [Dim Mak]
- 2013 : Kill The Noise - Mosh It Up (Henry Fong Remix) [OWSLA]
- 2013 : Totally Enormous Extinct Dinosaurs, Dillon Francis - Without You (Henry Fong Remix) [Mad Decent]
- 2014 : AntiSerum, Snails - Wild (Henry Fong Remix) [OWSLA]
- 2015 : Bingo Players - Curiosity (Henry Fong Remix) [Hysteria Recs]
- 2015 : Tritonal, Cash Cash - Untouchable (Henry Fong Remix) [Big Beat]
- 2016 : Calvin Harris, Rihanna - This Is What You Came For (R3HAB vs. Henry Fong Remix) [Sony Music]
- 2016 : Wiwek, Skrillex, Elliphant - Killa (Henry Fong Remix) [OWSLA]
- 2016 : Hardwell, Craig David - No Holding Back (Henry Fong Remix) [Sony Music]
- 2016 : DJ Snake, Yellow Claw - Ocho Cinco (Henry Fong Remix) [Def Jam]
- 2017 : Sage The Gemini - Now and Later (Henry Fong Remix) [Atlantic]
- 2017 : Shaggy, Bugle - Ganja (Henry Fong Remix) [Banzai Recs]
- 2017 : Cash Cash, Conor Maynard - All My Love (Henry Fong Remix) [Big Beat]
- 2017 : Galantis - Hunter (Henry Fong Remix) [Big Beat]
- 2017 : DJ Snake, Lauv - A Different Way (Henry Fong Remix) [UMG]
- 2018 : Showtek, MOTi, Wyclef Jean, Starley - Down Easy (Henry Fong Remix) [Universal]
- 2018 : Timmy Trumpet, Savage - Deja-Vu (Henry Fong Remix) [Hussle Recordings]
- 2018 : 88rising, NIKI - Warpaint (Henry Fong Remix) [12Tone Music]